# Pigüeces
Pigüeces es una parroquia, una entidad de población y un núcleo de población español del municipio de Somiedo, en la comunidad autónoma de Asturias.

## Geografía
Según SADEI, la parroquia tiene una superficie de 24,841 km². De ellos, 16,933 se encuentran por encima de los 800 m de altitud y 24,236 km² tienen una pendiente superior al 20 %.
Es una parroquia de carácter rural, no intensiva, como el resto del concejo. No dispone de superficie con ocupación forestal, ni con «cierto grado de productividad en los cultivos» (clases agrológicas II, III y IV) ni tampoco de vacas de leche (2020).
El lugar de Pigüeces se encuentra a una altitud de 650 m y está situado a 15,6 km de la villa de Pola de Somiedo, capital del concejo.

### Hidrografía
Por el término parroquial discurren el río Pigüeña y el Somiedo, uno de sus principales afluentes. Este confluye con el primero en Aguasmestas, localidad que el Pigüeña divide en dos, entre los concejos de Belmonte de Miranda y Somiedo.

## Historia
Hacia mediados del siglo XIX, la parroquia, ya por entonces perteneciente a Somiedo, tenía contabilizada una población de 145 habitantes. Aparece descrita en el decimotercer volumen del Diccionario geográfico-estadístico-histórico de España y sus posesiones de Ultramar de Pascual Madoz con las siguientes palabras:

PIGÜECES (Santiago): felig. en la prov. y dióc. de Oviedo (10 leg.), part. jud. de Belmonte (3), ayunt. de Somiedo (2): sit. en terr. montuoso, donde la combaten principalmente los aires del N. y S.; el clima es frio, y las enfermedades comunes reumas y pulmonias. Tiene 29 casas, y una igl. parr. (Santiago) servida por un cura de ingreso y patronato laical. Confina el térm. N. Cuevas; E. Riera del Camino ó las Viñas; S. Pigüeña, y O. Cangas de Tineo. El terreno es de inferior calidad; y sus montes llamados Penalva y la Jana se hallan poblados de hayas. prod.: con escasez escanda, trigo, centeno, maiz y habas; se cria ganado vacuno, lanar y de cerda; hay caza mayor y menor y muchos animales dañinos. pobl.: 29 vec., 145 alm. contr.: con su ayuntamiento (V.).
(Madoz, 1849, p. 26)

## Geografía humana

### Organización territorial
La parroquia está conformada por las siguientes entidades de población:
- Pigüeces
- Santullano (Santuchanu en asturiano)[1]
- Aguasmestas (Auguasmestas en asturiano)[1]

### Demografía
En 2023, la entidad colectiva de población tenía empadronados 54 habitantes; la entidad singular de población, doce, y el núcleo de población, también doce.

## Parroquia eclesiástica
La correspondiente parroquia eclesiástica tiene su sede en el templo dedicado a Santiago el Mayor, que se encuentra en el lugar de Pigüeces. La parroquia se encuadra en el arciprestazgo de El Franco de la vicaría Oviedo-Centro de la archidiócesis de Oviedo.
En el Cuadro sinóptico de las parroquias del obispado de Oviedo (1892), la parroquia aparece, con categoría de entrada, encuadrada en el arciprestazgo de Somiedo junto con su filial de San Julián de Santullano. Entre ambas tenían una población de 416 almas.

## Patrimonio
La iglesia de Santiago está incluida en el Inventario del Patrimonio Cultural de Asturias desde 2018. Del siglo xviii, en el pórtico de entrada se conserva la piedra fundacional, con una inscripción que reza: «Hízose esta Yglesia Año de 1758 siendo Cura Don RP Flórez Estrada».
Se celebra la festividad de El Rosario.